# Germaine de Staël
Anne Louise Germaine de Staël-Holstein (francosko [an lwiz ʒɛʁmɛn də stal ɔlstajn]; rojena Necker), splošno znana kot Madame de Staël (francosko [madam də stal]), francoska pisateljica in politična teoretičarka, * 22. april 1766, Pariz, † 14. julij 1817, Pariz.
Bila je hči bankirja in francoskega finančnega ministra Jacquesa Neckerja in Suzanne Curchod, vodilne salonnière. Bila je glas zmernosti v francoski revoluciji in napoleonski dobi do francoske obnove. Bila je prisotna na Generalnih stanovih leta 1789 in na Deklaraciji o pravicah človeka in državljana leta 1789. Njeno intelektualno sodelovanje z Benjaminom Constantom med letoma 1794 in 1810 ju je naredilo za enega najslavnejših intelektualnih parov svojega časa. Prej kot drugi je odkrila Napoleonov tiranski značaj in načrte. Dolga leta je živela kot izgnanka – najprej med vladavino terorja in kasneje zaradi osebnega preganjanja s strani Napoleona.
V izgnanstvu je postala središče skupine Coppet s svojo neprekosljivo mrežo stikov po Evropi. Leta 1814 je eden od njenih sodobnikov opazil, da se »tri velike sile borijo proti Napoleonu za dušo Evrope: Anglija, Rusija in Madame de Staël«. Znana kot duhovita in briljantna sogovornica, pogosto oblečena v drzne obleke, je spodbujala politično in intelektualno življenje svojega časa. Njena dela, bodisi romani, potopisna literatura ali polemike, ki so poudarjala individualnost in strast, so trajno zaznamovala evropsko misel. De Staël je razširila pojem romantike z njegovo večkratno uporabo.

## Otroštvo
Germaine (ali Minette) je bila edina otrok švicarske guvernante Suzanne Curchod, nadarjene za matematiko in naravoslovje, ter uglednega švicarskega bankirja in državnika Jacquesa Neckerja. Postal je generalni direktor za finance pod francoskim kraljem Ludvikom XVI., ona pa je v Rue de la Chaussée-d'Antin gostila enega najbolj priljubljenih salonov v Parizu. Gospa Necker je želela, da bi svojo hčer izobraževali po načelih švicarskega filozofa Jean-Jacquesa Rousseauja in jo obdarili z intelektualno izobrazbo in kalvinistično disciplino, ki ji jo je vcepil oče. Ob petkih je redno pripeljala Germaine kot majhnega otroka, da je sedela ob njenih nogah v njenem salonu, kjer so gostje z veseljem stimulirali briljantnega otroka. Pri 13 letih je brala Montesquieuja, Shakespeara, Rousseauja in Danteja. Družabno življenje njenih staršev je pripeljalo do nekoliko zanemarjene in divje Germaine, ki se ni hotela ukloniti materinim zahtevam.
Njenega očeta »se danes spominjamo po tem, da je leta 1781 sprejel korak brez primere in javno objavil proračun države, kar je bila novost v absolutni monarhiji, kjer je stanje državnih financ vedno ostalo tajno, kar je privedlo do njegove odpustitve maja istega leta«. Družina se je sčasoma leta 1784 naselila v Château Coppet, posestvu ob Ženevskem jezeru. Družina se je leta 1785 vrnila v pariško regijo.

## Poroka
Pri 11 letih je Germaine svoji materi predlagala, da se poroči z Edwardom Gibonom, obiskovalcem njenega salona, ki se ji je zdel najbolj privlačen. Nato je razmišljala, da bo vedno z njo. Leta 1783, pri sedemnajstih, sta ji dvorila William Pitt mlajši in grof de Guibert, čigar pogovor je bil po njenem mnenju najbolj daljnosežen, živahen in ploden, kar jih je kdaj poznala. Ko ni sprejela njunih ponudb, so Germainini starši postali nepotrpežljivi. S pomočjo Marie-Charlotte Hippolyte de Boufflers je bila dogovorjena poroka z baronom Erikom Magnusom Staëlom von Holsteinom, protestantom in atašejem švedskega poslanstva v Franciji. Poroka je bila 14. januarja 1786 na švedskem veleposlaništvu na naslovu 97, Rue du Bac; Germaine je bila stara 20 let, njen mož pa 37 let. Na splošno se zdi, da je bila zakonska zveza uspešna za obe strani, čeprav se zdi, da nobeden ni kazal velike naklonjenosti drug drugemu. Mlle Necker je nadaljevala s pisanjem različnih del, vključno z romantično dramo v treh dejanjih Sophie (1786) in tragedijo v petih dejanjih Jeanne Gray (1787). Baron, tudi hazarder, je pridobil velike koristi od tekme, saj je prejel 80.000 funtov in bil potrjen za dosmrtnega veleposlanika v Parizu, čeprav bi njegova žena skoraj zagotovo postala učinkovitejši odposlanec.

## Revolucionarne aktivnosti
Leta 1788 je de Staëlova objavila Pisma o delih in značaju J.J. Rousseau. V tem panegiriku, sprva napisanem za omejeno število prijateljev (v katerem je njeno hišno pomočnico Thérèse Levasseur smatrala za nezvesto), je pokazala očiten talent, a malo kritične razsodnosti. De Staëlova je bila takrat navdušena nad mešanico Rousseaujevih idej o ljubezni in Montesquieujevih na politike.
Decembra 1788 je njen oče prepričal kralja, naj podvoji število poslancev v tretjem stanu, da bi pridobil dovolj podpore za dvig davkov za kritje pretiranih stroškov podpore revolucionarjem v Ameriki. Ta pristop je imel resne posledice za Neckerjev ugled; zdelo se je, da generalne stanove obravnava kot ustanovo, namenjeno pomoči upravi in ne reformi vlade. V sporu s kraljem, katerega govora 23. junija se ni udeležil, je bil Necker odstavljen in 11. julija izgnan. Njeni starši so istega dne zapustili Francijo v nepriljubljenosti in sramoti. V nedeljo, 12. julija, je novica prišla v javnost in jezen Camille Desmoulins je predlagal napad na Bastiljo. 16. julija je bil ponovno imenovan; Necker je zmagoslavno vstopil v Versailles. Njegova prizadevanja za čiščenje javnih financ so bila neuspešna in njegova zamisel o nacionalni banki je propadla. Neckerja sta v Narodni ustavodajni skupščini napadla Jean-Paul Marat in grof Mirabeau, ko se ni strinjal z uporabo asignatov kot zakonitega plačilnega sredstva. Odstopil je 4. septembra 1790. Njeni starši so skupaj z zetom odšli v Švico brez dveh milijonov liver, polovice premoženja, ki jih je leta 1778 posodil kot naložbo v javno blagajno.
Zaradi naraščajočih nemirov, ki jih je povzročila revolucija, so bili njeni privilegiji kot soproga veleposlanika pomembna varovalka. Germaine je imela salon na švedskem veleposlaništvu, kjer je prirejala »koalicijske večerje«, ki so jih obiskovali zmerni, kot sta Talleyrand in De Narbonne, monarhisti (Feuillants), kot so Antoine Barnave, Charles Lameth in njegova brata Alexandre in Théodore, Comte de Clermont-Tonnerre, Pierre Victor, baron Malouet, pesnik Abbé Delille, Thomas Jefferson, enonogi pooblaščeni minister v Franciji Gouverneur Morris, Paul Barras (iz Le Marais) in žirondinec Condorcet. »Vprašanje vodenja ali bolje rečeno pomanjkanje le-tega je bilo osrednje mesto de Staëline skrbi na tej stopnji njenih političnih razmišljanj. Smrt Mirabeauja, obtoženega rojalizma, je doživela kot znak velike politične dezorientacije in negotovosti. Bil je edini človek s potrebno karizmo, energijo in ugledom, da ohrani revolucionarno gibanje na poti ustavne reforme.« 
Po francoskih zakonodajnih volitvah leta 1791 in po razglasitvi francoske ustave iz leta 1791 v državni skupščini je odstopila od politične kariere in se odločila, da ne bo kandidirala za ponovno izvolitev. »Likovna umetnost in pisma bodo zasedli moj prosti čas.« Vendar pa je igrala pomembno vlogo pri nasledstvu grofa de Montmorina ministra za zunanje zadeve in pri imenovanju Narbonna za vojnega ministra ter ostala v središču odra v zakulisju. Marija Antoaneta je pisala Hansu Axelu Fersenu: »Grof Louis de Narbonne je od včeraj končno vojni minister; kakšna slava za gospo de Staël in kakšno veselje zanjo, da ima celotno vojsko, samo zase.« V Leta 1792 je francoska zakonodajna skupščina zaznala menjavo ministrov brez primere, šest ministrov za notranje zadeve, sedem ministrov za zunanje zadeve in devet ministrov za vojno. 10. avgusta 1792 so Clermont-Tonnereja vrgli skozi okno palače Louvre in ga poteptali do smrti. De Staëlova je baronu Malouetu ponudila načrt pobega za kraljevo družino. Ker ni bilo vlade, so militantni člani vstajniške komune od začasnega, izvršnega sveta dobili obsežna policijska pooblastila, »da pridržijo, zaslišujejo in zaprejo osumljence brez kakršnega koli pravnega postopka«. Pomagala je De Narbonnu, ki je bil odpuščen zaradi načrtovanja, da se je skril pod oltar v kapeli švedskega veleposlaništva, in predavala sans-culottes iz oddelka v dvorani.
V nedeljo, 2. septembra, na dan, ko so se začele volitve za državno konvencijo in septembrski poboji, je pobegnila v oblačilu veleposlanice. Njeno kočijo so ustavili in množica jo je potisnila v pariško mestno hišo, kjer je predsedoval Robespierre. Isti večer so jo v spremstvu prokurista Louisa Pierra Manuela odpeljali domov. Naslednji dan je prišel komisar pariške komune Jean-Lambert Tallien z novim potnim listom in jo spremljal do roba barikade.

## Saloni v Coppetu in Parizu
Po begu iz Pariza se je de Staëlova preselila v Rolle v Švici, kjer se je rodil Albert. Podprla sta jo de Montmorency in markiz de Jaucourt, ki ju je pred tem oskrbela s švedskimi potnimi listi. Januarja 1793 je za štiri mesece obiskala Anglijo, da bi bila s svojim takratnim ljubimcem, grofom de Narbonne, v Juniper Hallu. (Od 1. februarja sta bili Francija in Velika Britanija v vojni.) V nekaj tednih je bila noseča; to je bil očitno eden od razlogov za škandal, ki ga je povzročila v Angliji. Po mnenju Fanny Burney je bil rezultat tega, da je njen oče pozval Fanny, naj se izogiba družbi de Staëlove in njenega kroga francoskih emigrantov v Surreyju. De Staëlova se je srečala s Horaceom Walpolom, Jamesom Mackintoshem, lordom Sheffieldom, prijateljem Edwarda Gibbona, in lordom Loughboroughom, novim lordom kanclerjem. Ni bila navdušena nad položajem žensk v angleški družbi. Individualna svoboda je bila zanjo enako pomembna kot abstraktne politične svoboščine.
Poleti 1793 se je de Staëlova vrnila v Švico, verjetno zato, ker se je De Narbonne do nje ohladil. Objavila je obrambo lika Marie Antoinette z naslovom Réflexions sur le procès de la Reine, 1793 ("Razmišljanja o kraljičinem sojenju"). Po de Staëlinem mnenju bi se morala Francija prilagoditi iz absolutne v ustavno monarhijo, kot se je to zgodilo v Angliji. Germaine, ki je živela v Jouxtens-Mézeryju, dlje od francoske meje kot Coppet, je obiskal Adolph Ribbing. Grof Ribbing je živel v izgnanstvu, potem ko je bil obsojen zaradi sodelovanja v zaroti za atentat na švedskega kralja Gustava III. Septembra 1794 jo je obiskal nedavno ločeni Benjamin Constant, ki jo je želel spoznati, preden bi naredil samomor.
Maja 1795 se je de Staëoval preselila v Pariz, zdaj s Constantom, ki je bil njen varovanec in ljubimec. De Staëlova je zavrnila zamisel o pravici do upora – ki je bila uvedena v nikoli uveljavljeno francosko ustavo iz leta 1793 in je bila odstranjena iz ustave iz leta 1795. Leta 1796 je izdala Sur l'influence des passions, v kateri je hvalila samomor, knjigo, ki je pritegnila pozornost nemških pisateljev Schillerja in Goetheja.
 »Strastna ljubezen je naravna za človeška bitja in prepuščanje ljubezni ne bo povzročilo opustitve kreposti.«
Še vedno zatopljena v francosko politiko je de Staëlova ponovno odprla svoj salon. V teh letih je gospa de Staël verjetno imela največji politični vpliv. Sredi 1790-ih je bila nekaj časa še vidna v raznoliki in ekscentrični družbi. Vendar pa ji je 13. Vendémiaire Comité de salut public ukazal, naj zapusti Pariz po obtožbah politikantstva, in Constanta za eno noč pridržal. De Staëlova je tisto jesen preživela v zdravilišču Forges-les-Eaux. Veljala je za grožnjo politični stabilnosti in ji obe strani v političnem konfliktu nista zaupali. Par se je preselil v Ormesson-sur-Marne, kjer sta ostala pri Mathieuju Montmorencyju. Poleti 1796 je Constant ob de Staëlini podpori v Luzarchesu ustanovil Cercle constitutionnel. Maja 1797 se je vrnila v Pariz in bila v osmem mesecu nosečnosti. Uspelo ji je pridobiti Talleyranda s seznama emigrantov in ga ob njegovi vrnitvi iz ZDA julija postaviti za ministra za zunanje zadeve. Od državnega udara leta 18. Fructidorja je bilo napovedano, da bodo vsi, ki se zavzemajo za obnovo monarhije ali francoske ustave iz leta 1793, ustreljeni brez sojenja. Germaine se je preselila v Saint-Ouen, na očetovo posestvo in postala tesna prijateljica lepe in bogate Juliette Récamier, francoske družabnice, katere salon je pritegnil ljudi iz vodilnih literarnih in političnih krogov Pariza zgodnjega 19. stoletja in kateri je prodala hišo svojih staršev v Rue de la Chaussée-d'Antin.
De Staëlova je zaključila začetni del svojega prvega najpomembnejšega prispevka k politični in ustavni teoriji, »O sedanjih okoliščinah, ki lahko končajo revolucijo, in o načelih, ki morajo ustanoviti Francosko republiko«. 

## Spor z Napoleonon
6. decembra 1797 se je de Staëlova prvič srečala z Napoleonom Bonapartejem v Talleyrandovi pisarni in ga ponovno srečala 3. januarja 1798 med plesom. Jasno mu je dala vedeti, da se ne strinja z njegovim načrtovanim vdorom v Švico. Zanemarjal je njena mnenja in ni hotel brati njenih pisem. Januarja 1800 je Napoleon Benjamina Constanta imenoval za člana Tribunata; kmalu zatem je Constant postal njegov sovražnik. Dve leti pozneje ga je Napoleon prisilil v izgnanstvo zaradi njegovih govorov, za katere je menil, da jih je v resnici napisala gospa de Staël. Avgusta 1802 je bil Napoleon izvoljen za prvega dosmrtnega konzula. De Staëlova mu je nasprotovala iz osebnih in političnih razlogov. Po njenem mnenju je Napoleon začel spominjati na Machiavellijeve prince v Princu (pravzaprav na tirane); medtem ko so za Napoleona, Voltaire, J.J. Rousseau in njegovi privrženci bili vzrok francoske revolucije. To stališče je bilo utrjeno, ko je Jacques Necker objavil svoje »Zadnje poglede na politiko in finance«, njegova hčerka pa svoje »De la littérature considérée dans ses rapports avec lesnstitutional sociales«. To je bila njena prva filozofska obravnava evropskega vprašanja: ukvarjala se je z dejavniki, kot so nacionalnost, zgodovina in družbene institucije. Napoleon je začel kampanjo proti njeni zadnji objavi. Ni mu bil všeč njen kulturni determinizem in posploševanje, v katerem je trdila, da »mora biti umetnik svojega časa«. Po njegovem mnenju bi se morala ženska držati pletenja. O njej je rekel, glede na Spomine Madame de Rémusat, da »uči misliti ljudi, ki prej nikoli niso mislili ali ki so pozabili misliti«. Postalo je jasno, da prvi mož Francije in de Staëlova verjetno ne bosta nikoli skupaj.
 »Zdi se mi, da nas življenjske okoliščine, ki so minljive, učijo manj o trajnih resnicah kot izmišljotine, ki temeljijo na teh resnicah; in da najboljše lekcije rahločutnosti in samospoštovanja najdemo v romanih, kjer so občutki prikazani tako naravno da se vam zdi, da ste priča resničnemu življenju, ko berete.« 
De Staëlova je izdala provokativen, protikatoliški roman Delphine, v katerem se femme incomprise (napačno razumljena ženska), ki živi v Parizu med letoma 1789 in 1792, sooči s konservativnimi idejami o ločitvi po konkordatu leta 1801. V tem tragičnem romanu, nastalem pod vplivom Goethejevega Žalost mladega Wertherja in Rousseaujeve Julie, ou la nouvelle Héloïse, razmišlja o pravnih in praktičnih vidikih ločitve, aretacijah in septembrskih pobojih ter usodi emigrantov. (Zdi se, da je pozimi leta 1794 De Staëlova premišljevala o ločitvi in o tem, ali naj se poroči z Ribbing.) Glavni liki imajo lastnosti nestabilnega Benjamina Constanta, Talleyrand pa je upodobljen kot starec, sama kot junakinja z liberalnim pogledom na italijanski aristokrat in politik Melzi d'Eril.
Ko se je Constant septembra 1803 preselil v Maffliers, ga je de Staëlova obiskala in Napoleonu dala vedeti, da bo modra in previdna. Takrat je njena hiša takoj spet postala priljubljena med njenimi prijatelji, vendar je Napoleon, ki ga je obvestila gospa de Genlis, posumil na zaroto. »Njena obsežna mreža povezav – ki je vključevala tuje diplomate in znane politične nasprotnike ter člane vlade in Bonapartejeve lastne družine – je bila sama po sebi vir suma in alarma za vlado.«  Njena zaščita Jeana Gabriela Peltiera – ki je načrtoval smrt Napoleona – je vplivala na njegovo odločitev 13. oktobra 1803, da jo izžene brez sojenja.

## Leta v izgnanstvu
Deset let se de Staëlova ni smela približati Parizu na 40 lig (skoraj 200 km). Napoleona je obtožila »preganjanja ženske in njenih otrok«. 23. oktobra je odšla v Nemčijo »iz ponosa«, v upanju, da bo dobila podporo in da se bo lahko čim prej vrnila domov.

### Nemška potovanja
S svojimi otroki in Constantom se je de Staëlova ustavila v Metzu in srečala Kantovega francoskega prevajalca Charlesa de Villersa. Sredi decembra sta prispela v Weimar, kjer je dva meseca in pol bivala na dvoru velikega vojvode Saxe-Weimar-Eisenacha in njegove matere Ane Amalije. Goethe, ki je zbolel, je okleval, da bi jo videl. Ko jo je srečal, jo je Goethe v svoji zasebni korespondenci omenil kot »izjemno žensko«. Schiller je pohvalil njeno inteligenco in zgovornost, vendar so ga njeni pogosti obiski odvrnili od dokončanja Viljema Tella. De Staëlova je bila nenehno v gibanju, govorila in spraševala. Constant se je odločil, da jo bo zapustil v Leipzigu in se vrnil v Švico. De Staëlova je odpotovala v Berlin, kjer je spoznala Augusta Schlegla, ki je tam predaval literaturo. Z enormno plačo ga je imenovala za pouka njenih otrok. 18. aprila so vsi zapustili Berlin, ko je do nje prišla novica o očetovi smrti.

### Gospodarica Coppeta
19. maja je de Staël prispel v Coppet, zdaj kot bogata in neodvisna gospodarica. Poletje je preživela v dvorcu in prebirala spise ter objavila esej o zasebnem življenju. Aprila 1804 se je Friedrich Schlegel na švedskem veleposlaništvu poročil z Dorotheo Veit. Julija je Constant o njej zapisal: »Nad vsem okoli sebe izvaja nekakšno nerazložljivo, a resnično moč. Če bi le znala vladati sebi, bi morda vladala svetu.« Decembra 1804 je odpotovala v Italijo v spremstvu svojih otrok, Schlegla in zgodovinarja Sismondija. Tam je spoznala pesnika Montija in slikarko Angelico Kauffman. »Njen obisk v Italiji ji je pomagal razviti njeno teorijo o razlikah med severnimi in južnimi družbami...«
De Staëlova se je junija 1805 vrnila v Coppet, se preselila v Meulan (Château d'Acosta) in skoraj eno leto pisala svojo naslednjo knjigo o italijanski kulturi in zgodovini. Zdi se, da je v Corinne, ou L'Italie (1807), njenih lastnih vtisih sentimentalnega in intelektualnega potovanja, junakinjo navdihnil italijanski pesnik Diodata Saluzzo Roero. Združila je romantiko s potopisom, pokazala je vsa italijanska umetniška dela, ki so še vedno tam, namesto da bi jih Napoleon oropal in odpeljal v Francijo. Objava knjige je delovala kot opomin na njen obstoj in Napoleon jo je poslal nazaj v Coppet. Njena hiša je po Stendhalu postala »generalni štab evropske misli« in je bila Napoleonu sovražen debatni klub, ki je »osvojeno Evropo spremenil v parodijo fevdalnega imperija, z lastnimi sorodniki v vlogi vazalnih držav«. Madame Récamier, ki jo je prepovedal tudi Napoleon, pruski princ Augustus, Charles Victor de Bonstetten in Chateaubriand so vsi pripadali "skupini Coppet". Vsak dan je bila pogrnjena miza za okoli trideset gostov. Zdelo se je, da je govorjenje glavna dejavnost vseh.
Nekaj časa je de Staëlova živel pri Constantu v Auxerru (1806), Rouenu (1807), Aubergenvillu (1807). Potem je spoznala Friedricha Schlegla, čigar žena Dorothea je Corinne prevedla v nemščino. Besedo romantika je izumil Schlegel, vendar se je razširila po Franciji zaradi njene vztrajne uporabe de Staëlove. Konec leta 1807 se je odpravila na Dunaj in obiskala Mauricea O'Donnella. Spremljali so jo otroci in August Schlegel, ki je tam imel svoja znamenita predavanja. Leta 1808 se ji je Benjamin Constant bal priznati, da se je medtem poročil s Charlotte von Hardenberg. »Če bi moški imeli lastnosti žensk,« je zapisala de Staëlova, »ljubezen preprosto ne bi več bila problem.« De Staëlova se je lotila svoje knjige o Nemčiji – v kateri je predstavila idejo o državi, imenovani »Nemčija« kot model etike in estetike ter je hvalila nemško literaturo in filozofijo. Izmenjava idej ter literarni in filozofski pogovori z Goethejem, Schillerjem in Wielandom so navdihnili de Staëlovo, da je napisala eno najvplivnejših knjig 19. stoletja o Nemčiji.

### Vrnitev v Francijo
De Staëlova se je pretvarjala, da želi emigrirati v Združene države, zato je dobila dovoljenje za ponoven vstop v Francijo. Najprej se je preselila v Château de Chaumont (1810), nato pa v Fossé in Vendôme. Odločena je bila izdati De l'Allemagne v Franciji, knjigo, v kateri je pod vprašaj postavila francoske politične strukture in tako posredno kritizirala Napoleona. Omejena s cenzuro je cesarju napisala pritožbeno pismo. Policijski minister Savary ji je odločno prepovedal objavo svoje »nefrancoske« knjige.  Oktobra 1810 je bila de Staëlova znova izgnana in je morala v treh dneh zapustiti Francijo. Augustu Schlegelu je bilo prav tako naloženo, da zapusti Švicarsko konfederacijo kot sovražnik francoske književnosti. Tolažbo je našla v ranjenem veteranu častniku Albertu de Rocca, triindvajset let mlajšem od nje, s katerim se je leta 1811 zasebno zaročila, a javno poročila šele leta 1816.

### Vzhodnoevropsko potovanje
Delovanje francoske cesarske policije v primeru de Staëlove je precej nejasno. Sprva je niso motili, toda postopoma je sam dvorec postal vir suma, njegovi obiskovalci pa so bili močno preganjani. François-Emmanuel Guignard, De Montmorency in gospa Récamier so bili izgnani zaradi zločina, da so jo obiskali. Pozimi 1811 je ostala doma in nameravala z rokopisom pobegniti v Anglijo ali na Švedsko. 23. maja 1812 je pod pretvezo kratkega izleta zapustila Coppet, vendar je odpotovala skozi Bern, Innsbruck in Salzburg na Dunaj, kjer je srečala Metternicha. Tam je po nekaj strahu in težavah prejela potrebne potne liste za nadaljevanje v Rusijo.
Med Napoleonovo invazijo na Rusijo so de Staëlova, njena dva otroka in Schlegel potovali skozi Galicijo v Habsburškem cesarstvu od Brna do Łańcuta, kjer je nanjo čakal de Rocca, potem ko je zapustil francosko vojsko in ga je preiskala francoska žandarmerija. Pot se je nadaljevala do Lvova. 14. julija 1812 so prispeli v Volinijo. Medtem je Napoleon, ki je ubral bolj severno pot, s svojo vojsko prečkal reko Nemen. V Kijevu se je srečala z guvernerjem mesta Miloradovičem. De Staëlova je oklevala, da bi odpotovala naprej v Odeso in Konstantinopel in se raje odločila, da gre na sever. Morda je bila obveščena o izbruhu kuge v Osmanskem cesarstvu. V Moskvo jo je povabil guverner Fjodor Rostopčin. Rostopčin naj bi bil tisti, ki je ukazal zažgati svoj dvorec v italijanskem slogu pri Winkovem. Odšla je le nekaj tednov pred prihodom Napoleona. Do 7. septembra je njena družba ostala v Sankt Peterburgu. Po besedah Johna Quincyja Adamsa, ameriškega veleposlanika v Rusiji, se zdi, da so bila njena čustva tako posledica osebne zamere do Bonaparteja kot njenih splošnih pogledov na javne zadeve. Tožila je, da ji nikjer ne pusti živeti v miru, samo zato, ker ga v svojih delih ni hvalila. Dvakrat se je srečala z ruskim carjem Aleksandrom I..
 »Vidiš,« je rekel, »pazim, da svoje ministre in generale držim v razhajanju med seboj, da bi mi lahko vsak razkril napake drugega; vzdržujem nenehno ljubosumje zaradi načina, kako ravnam s tistimi, ki skrbi zame: en dan se ima eden za favorita, naslednji dan drugi, tako da nihče ni nikoli prepričan o moji naklonjenosti.«
Za de Staëlovo je bila to vulgarna in zlobna teorija. General Kutuzov ji je pošiljal pisma iz bitke pri Tarutinu; pred koncem tega leta mu je uspelo, s pomočjo ekstremnih vremenskih razmer, pregnati Grande Armée iz Rusije.
Po štirih mesecih potovanja je de Staëlova prispela na Švedsko. V Stockholmu je začela pisati svoje Desetletno izgnanstvo, v katerem je podrobno opisala svoja potovanja in srečanja. Rokopisa ni dokončala in po osmih mesecih se je odpravila v Anglijo, brez Augusta Schlegla, ki je bil medtem imenovan za tajnika prestolonaslednika Carla Johana, nekdanjega francoskega maršala Jeana Baptista Bernadotta (Podprla je Bernadotta kot novega vladarja Francije, saj je upala, da bo uvedel ustavno monarhijo). V Londonu so jo lepo sprejeli. Spoznala je lorda Byrona, Williama Wilberforcea, abolicionista, in sira [[Humphryja Davyja, kemika in izumitelja. Po Byronovih besedah: »Pridigala je angleško politiko prvemu od naših angleških vigovskih politikov ... ni nič manj pridigala politiko našim torijevskim politikom naslednji dan.« Marca 1814 je povabila Wilberforcea na večerjo in posvetila preostala leta svojega življenja v boju za odpravo trgovine s sužnji. Njeno bivanje je močno zaznamovala smrt njenega sina Alberta, ki je kot pripadnik švedske vojske padel v dvoboju s kozaškim častnikom v Doberanu zaradi hazarderskega spora. Oktobra je John Murray izdal De l'Allemagne v francoskem in angleškem prevodu, v katerem je razmišljala o nacionalizmu in predlagala ponovni premislek o kulturnih in ne naravnih mejah. Maja 1814 se je po okronanju Ludvika XVIII. (obnova Burbonov) vrnila v Pariz. Napisala je svoje Considérations sur la révolution française, ki temelji na prvem delu Desetletnega izgnanstva. Njen salon je spet postal velika atrakcija za Parižane in tujce.

## Obnova in smrt
Ko je v začetku marca 1815 prišla novica o Napoleonovem izkrcanju na Azurni obali med Cannesom in Antibesom, je de Staëlova ponovno pobegnila v Coppet in nikoli ni odpustila Constantu, da je odobril Napoleonovo vrnitev. Čeprav ni bila naklonjena  Bourbonom, ji je uspelo pridobiti povračilo velikega posojila, ki ga je Necker dal francoski državi leta 1778 pred revolucijo. Oktobra, po bitki pri Waterlooju, se je odpravila v Italijo, ne le zaradi lastnega zdravja, ampak tudi zaradi svojega drugega moža de Rocca, ki je bolehal za tuberkulozo. Maja se je njena 19-letna hči Albertine poročila z Victorjem, 3. vojvodo de Broglie v Livornu.
Celotna družina se je junija vrnila v Coppet. Lord Byron, ki je bil takrat v dolgovih, je pustil London v velikih težavah in julija in avgusta pogosto obiskoval de Staëlovo. Za Byrona je bila največja živeča evropska pisateljica, a »s peresom za ušesi in usti, polnimi črnila«. Byron je bil Napoleonov zagovornik, toda za de Staëlovo Bonaparte »ni bil samo nadarjen človek, ampak tudi tisti, ki je predstavljal celoten poguben sistem oblasti«, sistem, ki bi ga »treba obravnavati kot velik politični problem, pomemben za mnoge generacije.« »Napoleon je Evropi vsilil standarde homogenosti, to je francoski okus v literaturi, umetnosti in pravnih sistemih, kar je de Staëlova videla kot sovražno njenemu svetovljanskemu pogledu.« Byron je zapisal, da je menila »včasih prav in pogosto napačno o Italiji in Angliji – toda skoraj vedno resnično pri omejevanju srca, ki pripada samo enemu narodu nobene države ali bolje rečeno vseh.« 
Kljub vse bolj slabemu zdravju se je de Staëlova pozimi 1816–1817 vrnila v Pariz in živela na 40, rue des Mathurins. Constant se je prepiral z de Staëlovo, ki ga je prosila, naj ji poplača svoje dolgove. Med de Staëlovo in vojvodo Wellingtonskim, ki ga je prvič srečala leta 1814, se je spletlo toplo prijateljstvo in uporabila svoj vpliv pri njem, da je močno zmanjšala velikost okupacijske vojske.
De Staëlova je ostala omejena na svojo hišo, paralizirana od 21. februarja 1817 po možganski kapi. Umrla je 14. julija 1817. Poročali so o njeni spreobrnitvi v rimsko katolištvo na smrtni postelji, potem ko je prebrala Thomasa à Kempisa, vendar je to predmet razprave. Wellington je pripomnil, da čeprav je vedel, da se močno boji smrti, je mislil, da ni sposobna verjeti v posmrtno življenje. Wellington v citatu iz biografije Železnega vojvode Elizabeth Longford ne omenja, da bi de Staelova brala Thomasa à Kempisa. Poleg tega poroča o govoricah, ki lahko pojasnijo, zakaj dve sodobni biografiji de Staëlove – Herold in Fairweather – popolnoma opustita spreobrnitev. Herold pravi, da je bilo »njeno zadnje dejanje v življenju, da je v svojih Premislekih ponovno potrdila svojo vero v razsvetljenstvo, svobodo in napredek.«  Fairweather sploh ne omenja spreobrnitve. Rocca jo je preživel za malo več. kot šest mesecev.

## Potomci
Poleg dveh hčera, Gustave Sofije Magdalene (rojene julija 1787) in Gustave Hedvige (rojene avgusta 1789), ki sta umrli v povojih, je imela de Staëlova dva sinova, Ludwiga Augusta (1790–1827), Alberta (1792–1813) in hčerko Albertino, baronica Staël von Holstein (1797–1838). Domneva se, da je bil Louis, Comte de Narbonne-Lara oče Ludviga Augusta in Alberta, Benjamin Constant pa oče rdečelase Albertine. Z Albertom de Rocca je de Staëlova, takrat stara 46 let, imela enega sina, invalida Louis-Alphonse de Rocca (1812–1842), ki se je poročil z Marie-Louise-Antoinette de Rambuteau, hčerko Claude-Philiberta Barthelota de Rambuteauja in vnukinja De Narbonna. Tudi ko je rodila, je bilo v njeni spalnici petnajst ljudi.
Po smrti moža de Staëlove je Mathieu de Montmorency postal zakoniti skrbnik njenih otrok. Tako kot August Schlegel je bil eden njenih intimnih prijateljev do konca njenega življenja.

## Zapuščina
Albertine Necker de Saussure, poročena z de Staëlovo sestrično, je leta 1821 napisala svojo biografijo, objavljeno kot del zbranih del. Auguste Comte je gospo de Staël vključil v svoj Koledar velikih mož iz leta 1849. Njeno politično zapuščino so na splošno identificirali z odločnim zagovarjanjem »liberalnih« vrednot: enakosti, individualne svobode in omejevanja državne oblasti z ustavnimi pravili. »Čeprav je vojvodi Wellingtonskemu vztrajala, da za življenje potrebuje politiko, je bil njen odnos do primernosti ženskega političnega udejstvovanja različen: včasih je izjavila, da morajo biti ženske preprosto varuhinje domačega prostora za nasprotni spol, na drugih, da je bilo onemogočanje ženskam dostopa do javne sfere aktivizma in udejstvovanja zloraba človekovih pravic. Ta paradoks delno pojasnjuje osebnost »homme-femme«, ki jo je predstavljala v družbi, in je ostal nerazrešen vse njeno življenje.«
Comtov učenec Frederic Harrison je o de Staëlovi zapisal, da so njeni romani »pred deli Walterja Scotta, Byrona, Mary Shelley in deloma Chateaubrianda; njihov zgodovinski pomen je velik v razvoju moderne romantike, romantike srca, veselje do narave ter umetnosti, starin in zgodovine Evrope.«

### Predhodnik feminizma
Nedavne študije zgodovinarjev, vključno s feministkami, ocenjujejo specifično žensko razsežnost v prispevkih de Staëlove kot aktivistke-teoretičarke in kot pisateljice o burnih dogodkih svojega časa. Imenovali so jo predhodnico feminizma.

## V popularni kulturi
- Republikanski aktivist Victor Gold je citiral Madame de Staël, ko je označil ameriškega podpredsednika Dicka Cheneyja: »Moški se ne spremenijo, razkrinkajo sami sebe.«
- De Staëlova je v Tolstojevem epilogu Vojne in miru pripisana dejavniku 'vplivnih sil', za katere zgodovinarji pravijo, da so pripeljale do gibanja človeštva v tem obdobju.[71]
- Priljubljena rokoborska kompilacijska serija Botchamania jo je večkrat omenjala z besedami, da je v življenju treba izbrati med dolgočasjem in trpljenjem, čemur običajno sledi šala.
- V priljubljeni televizijski oddaji HBO, Sopranovi, lik Meadow Soprano citira Madame de Staël v 7. epizodi 2. sezone, D-Girl, ko pravi: »Madame de Staël je rekla: 'Življenje je bodisi dolgčas bodisi trpljenje.'«
- Gospa de Staël je večkrat uporabljena za karakterizacijo gospe de Grandet v Stendhalovem Lucienu Leuwenu.
- Mme de Staël večkrat, vedno odobravajoče, omenja ruski narodni pesnik Aleksander Puškin. Leta 1825 jo je opisal kot žensko, katere preganjanje jo je odlikovalo in ki je vzbujala spoštovanje v vsej Evropi, in jo pozitivno prikazal v svojem nedokončanem romanu iz leta 1836 Roslavlev.[72] O njenem visokem položaju v Rusiji priča Puškinovo opozorilo kritiku: »Mme de Staël je naša, ne dotikaj se je!«[73]
- Puškinov prijatelj Pjotr Vjazemski je bil tudi občudovalec njenega življenja in dela.
- Ralph Waldo Emerson pogosto citira gospo de Staël in ji pripisujejo zasluge, da ga je seznanila z najnovejšo nemško miselnostjo.[74]
- Herman Melville je de Staëlovo štel za največje ženske stoletja, Margaret Fuller pa je de Staëlovo zavestno vzela za svojo vzornico.[75]
- Danski radikalec Georg Brandes je v svojem pregledu Emigrantlitteraturen dal čast de Staëlovi in visoko cenil njene romane, zlasti Corinne, ki jo je občudoval tudi Henrik Ibsen in jo uporabljal kot vodnik za svoja potovanja po Italiji.[76]
- Talleyrand je s svojim običajnim cinizmom opazil, da je Germaine uživala v tem, ko je ljudi metala čez krov preprosto zato, da bi imela užitek, da jih spet lovi iz vode.
- Sismondi je obtožil De Staëlovo pomanjkanja takta, ko sta potovala po Italiji, in zapisal, da se gospa De Staël hitro dolgočasi, če mora biti pozorna na stvari.
- Za Heinricha Heineja je bila »babica doktrin«.[77]
- Za Byrona je bila »dobra ženska v srcu in najpametnejša v dnu, a razvajena zaradi želje, da bi bila – ni vedela, kaj. V svoji hiši je bila prijazna; v kateri koli drugi osebi si želel, da bi odšla, in v spet svoja.« [78]

## Dela
- Journal de Jeunesse, 1785
- Sophie ou les sentiments secrets, 1786 (objavljeno anonimno 1790)
- Jane Gray, 1787 (objavljeno 1790)
- Lettres sur le caractère et les écrits de J.-J. Rousseau, 1788
- Éloge de M. de Guibert
- À quels signes peut-on reconnaître quelle est l'opinion de la majorité de la nation?
- Réflexions sur le procès de la Reine, 1793
- Zulma : fragment d'un ouvrage, 1794
- Réflexions sur la paix adressées à M. Pitt et aux Français, 1795
- Réflexions sur la paix intérieure
- Recueil de morceaux détachés (comprenant : Épître au malheur ou Adèle et Édouard, Essai sur les fictions et trois nouvelles : Mirza ou lettre d'un voyageur, Adélaïde et Théodore et Histoire de Pauline), 1795
- Essai sur les fictions, Goethehev prevod v nemščino
- De l'influence des passions sur le bonheur des individus et des nations, 1796
- Des circonstances actuelles qui peuvent terminer la Révolution et des principes qui doivent fonder la République en France
- De la littérature dans ses rapports avec les institutions sociales, 1799
- Delphine, 1802 se ukvarja z vprašanjem statusa ženske v družbi, skriti s konvencijami in soočeni z revolucionarnim novim redom
- Vie privée de Mr. Necker, 1804
- Épîtres sur Naples
- Corinne, ou l'Italie, 1807 je tako potopis kot izmišljena pripoved. Razpravlja o problemih ženske umetniške ustvarjalnosti v dveh radikalno različnih kulturah, Angliji in Italiji.
- Agar dans le désert
- Geneviève de Brabant
- La Sunamite
- Le capitaine Kernadec ou sept années en un jour (comédie en deux actes et en prose)
- La signora Fantastici
- Le mannequin (comédie)
- Sapho
- De l'Allemagne, 1813, preveden v nemščino 1813.
- Réflexions sur le suicide, 1813
- Morgan et trois nouvelles, 1813
- De l'esprit des traductions
- Considérations sur les principaux événements de la révolution française, depuis son origine jusques et compris le 8 juillet 1815, 1818 (posthumno)[121]
- Dix Années d'Exil (1818), posthumno v Franciji objavil Mdm Necker de Saussure. Leta 1821 je bil preveden in objavljen kot desetletno izgnanstvo. Spomini na to zanimivo obdobje življenja baronice De Stael-Holstein, ki jih je napisala sama v letih 1810, 1811, 1812 in 1813, zdaj pa jih je prvič objavil njen sin iz izvirnega rokopisa.
- Essais dramatiques, 1821
- Oeuvres complètes 17 t., 1820–21
- Oeuvres complètes de Madame la Baronne de Staël-Holstein [Celotna dela gospe baron de Staël-Holstein]. Paris: Firmin Didot frères. 1836. Volume 1  · Volume 2

### Dopisovanje v francoščini
- Lettres de Madame de Staël à Madame de Récamier, prva popolna izdaja, ki jo je predstavil in komentiral Emmanuel Beau de Loménie, izdaje Domat, Pariz, 1952.
- Lettres sur les écrits et le caractère de J.-J. Rousseau. – De l'influence des passions sur le bonheur des individus et des nations. – De l'éducation de l'âme par la vie./Réflexions sur le suicide. – Pod vodstvom Florence Lotterie. Besedila, ki jih je pripravila in predstavila Florence Lotterie. Anotacija Anne Amend Söchting, Anne Brousteau, Florence Lotterie, Laurence Vanoflen. 2008. ISBN 978-2745316424.
- Correspondance générale Besedilo sta pripravila in predstavila Béatrice W. Jasinski in Othenin d'Haussonville. Slatkin (ponatis), 2008–2009.

1. Volume I. 1777–1791. ISBN 978-2051020817.
2. Volume II. 1792–1794. ISBN 978-2051020824.
3. Volume III. 1794–1796. ISBN 978-2051020831.
4. Volume IV. 1796–1803. ISBN 978-2051020848.
5. Volume V. 1803–1805. ISBN 978-2051020855.
6. Volume VI. 1805–1809. ISBN 978-2051020862.
7. Volume VII. date:15 May 1809–23 May 1812. ISBN 978-2051020879.

- Madame de Staël ou l'intelligence politique. Sa pensée, ses amis, ses amants, ses ennemis…, predstavitvena in povezovalna besedila Michel Aubouin, Omnibus, 2017. ISBN 978-2258142671 biblio komentar, Pisma gospe de Staël, izvlečki iz njenih političnih besedil in njenih romanov, besedila in izvlečki iz pisem Chateaubrianda, Talleyranda, Napoléona, Benjamina Constanta. Ta izdaja vsebuje izvlečke iz njenih političnih spisov in iz pisem, ki so ji jih naslovili Chateaubriand, Talleyrand, Napoleon in Benjamin Constant.

## Zunanje poveazve
- Stael and the French Revolution Introduction by Aurelian Craiutu
- BBC4 In Our Time on Germaine de Staël
- Madame de Staël and the Transformation of European Politics, 1812–17 by Glenda Sluga. In: The International history review 37(1):142–166 · November 2014
- (francosko) Stael.org, with detailed chronology
- (francosko) BNF.fr (Searching "stael").
- Germaine de Staël – digitalizirana dela v projektu Gutenberg
- Dela avtorja ali dela o avtorju:  Germaine de Staël v Internet Archive
- Dela Germaine de Staël v LibriVox (audio knjige v javni domeni)
- "Staël, Germaine de" in The Columbia Encyclopedia, Sixth Edition: 2001–05.
- The Great de Staël by Richard Holmes from The New York Review of Books
- http://www.dieterwunderlich.de/madame_Germaine_de_Stael.htm (nemško)